# Gongrodiscus subferrugineus
Gongrodiscus subferrugineus är en kinesträdsväxtart som beskrevs av Ludwig Radlkofer. Gongrodiscus subferrugineus ingår i släktet Gongrodiscus och familjen kinesträdsväxter. Inga underarter finns listade i Catalogue of Life.